# Aten (Nebraska)
Aten es un lugar designado por el censo ubicado en el condado de Cedar en el estado estadounidense de Nebraska. En el Censo de 2010 tenía una población de 112 habitantes y una densidad poblacional de 25,45 personas por km².

## Geografía
Aten se encuentra ubicado en las coordenadas 42°50′12″N 97°26′27″O / 42.83667, -97.44083. Según la Oficina del Censo de los Estados Unidos, Aten tiene una superficie total de 4.4 km², de la cual 4.4 km² corresponden a tierra firme y (0%) 0 km² es agua.

## Demografía
Según el censo de 2010, había 112 personas residiendo en Aten. La densidad de población era de 25,45 hab./km². De los 112 habitantes, Aten estaba compuesto por el 99.11% blancos, el 0% eran afroamericanos, el 0% eran amerindios, el 0% eran asiáticos, el 0% eran isleños del Pacífico, el 0% eran de otras razas y el 0.89% pertenecían a dos o más razas. Del total de la población el 0% eran hispanos o latinos de cualquier raza.